# Innogy
Innogy was een Duits beursgenoteerd energiebedrijf dat in 2020 is opgegaan in E.ON.
Het was onderdeel van RWE. Innogy werd door RWE opgericht in 2008, met activiteiten op het gebied van duurzame energie.
In oktober 2016 bracht RWE innogy als nieuwe dochteronderneming naar de beurs en bleef de grootste aandeelhouder.
In september 2019 ging het meerderheidsbelang over naar branchegenoot E.ON en in juni 2020 was het de enige aandeelhouder. De activiteiten van innogy zijn vervolgens verdeeld over de bedrijfsonderdelen van E.ON. De merknaam innogy – geschreven met een kleine beginletter – bleef daarbij behouden.

## Activiteiten
Innogy werd opgericht in 2008. Het was actief als bouwen en exploitant van duurzame elektriciteitscentrales, voornamelijk gebaseerd op windenergie, waterkracht en bio-energie. Per eind 2016 had het een opgesteld vermogen van 3,7 gigawatt, voldoende om drie miljoen huishoudens van elektriciteit te voorzien. Het had 23 miljoen klanten in 11 Europese landen, die het aardgas en stroom leverde. De belangrijkste landen waar Innogy actief was, waren Duitsland, het Verenigd Koninkrijk, Nederland, België en diverse landen in Oost-Europa.

### Resultaten
Veruit het grootste deel van de jaaromzet van zo'n 40 miljard euro was afkomstig van de distributie van elektriciteit en aardgas. De opwekking van duurzame elektriciteit levert een relatief kleine bijdrage aan de omzet. Innogy is in april 2016 opgericht, maar in het eerste jaarverslag heeft het ook enige resultaten opgenomen alsof het bedrijf al in 2013 zou hebben bestaan.
| Jaar | Omzet            | Nettoresultaat | Beurswaarde    | Aantal werknemers |
| ---- | ---------------- | -------------- | -------------- | ----------------- |
| 2013 | € 48.589 miljoen | € 664 miljoen  | -              | -                 |
| 2014 | € 45.681 miljoen | € 1467 miljoen | -              | -                 |
| 2015 | € 45.568 miljoen | € 1613 miljoen | -              | 40.160            |
| 2016 | € 43.611 miljoen | € 1513 miljoen | € 18,3 miljard | 40.636            |
| 2017 | € 43.139 miljoen | € 778 miljoen  | € 18,2 miljard | 42.393            |
| 2018 | € 36.984 miljoen | € –653 miljoen | € 22,4 miljard | 42.904            |
| 2019 | € 35.434 miljoen | € 427 miljoen  |                |                   |

## Beursgang
Op 7 oktober 2016 kreeg innogy een eigen beursnotering in Duitsland. De aandelen werden in 2016 geplaatst tegen een koers van 36 euro per stuk. Het maakt sinds december 2016 deel uit van de MDAX-aandelenindex. RWE was de grootste aandeelhouder met zo'n 76,8% van de aandelen innogy in handen.
Met de beursgang werden Essent, energiedirect.nl, Powerhouse en Essent België onderdeel van "innogy SE". Zelf werd innogy onderdeel van 'RWE International', terwijl de conventionele opwekking van energie bleef vallen onder 'RWE AG'. Als onderdeel van Essent Nederland, werd ook Essent.be deel van innogy.
In maart 2018 werd een principe overeenkomst bekend tussen E.ON en RWE over innogy. E.ON nam het 76,8% aandelenbelang in innogy over van RWE en doet een bod op de resterende aandelen die ter beurze genoteerd staan. Innogy werd gesplitst waarbij E.ON de consumenten- en netwerktak krijgt en de hernieuwbare energie-tak gaat naar RWE. Na de transactie richtte E.ON zich op energienetwerken en het leveren van energie aan consumenten. RWE concentreert zich op de energieopwekking.
Op 19 september 2019 droeg RWE de aandelen innogy over naar E.ON. E.ON heeft verder aandelen gekocht bij andere aandeelhouders en daarmee meer dan 90% van de aandelen Innogy in handen gekregen. E.ON heeft een finaal bod gedaan op alle overige aandelen en vanaf juni 2020 is E.ON de enige aandeelhouder. De beursnotering werd beëindigd en de activiteiten van Innogy zijn vervolgens verdeeld over de diverse bedrijfsonderdelen van E.ON.

## Dochterondernemingen

### Duitsland
- enviaM Mitteldeutsche Energie AG
- Lechwerke
- Süwag Energie
- VSE AG

### Andere landen
- RWE Hrvatska (Kroatië)
- Essent (Nederland)
- Energie Direct (Nederland)
- Essent (België)
- Kelag (Oostenrijk)
- innogy Česká republika (Tsjechië)
- ELMÜ/EMASZ (Hongarije)
- innogy Polska (Polen)
- RWE Energie (Roemenië)
- innogy (Slowakije)
- RWE Ljubljana (Slovenië)
- innogy (Groot-Brittannië)
- npower (Groot-Brittannië)

### Andere onderdelen
- Innogy Consulting GmbH
- Innogy Gas Storage NWE GmbH
- RWE IT GmbH
- Wes